# Натхнення

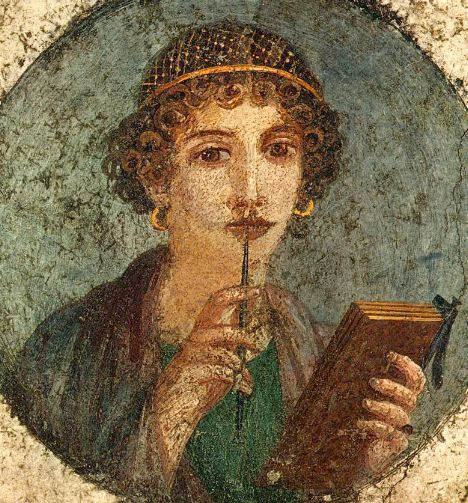
Анонім з Геркулануму. «Поетеса», Національний археологічний музей (Неаполь).

Натхне́ння, на́дих (англ. inspiration) — особливий стан людини, типова для творчості риса, її складовий елемент, який характеризується, з одного боку, високою продуктивністю, з другого боку —
величезним підйомом і напругою сил людини.

## Характеристика

Скульптор Інна Коломієць. Пам'ятник М. Березовському в місті Глухів, Україна.

Це стан найвищого піднесення, коли пізнавальна й емоційна сфери поєднані і спрямовані на розв'язування творчої задачі. Людину в стані творчого натхнення нібито несе «потік», вона не все усвідомлює у своїх діях, не завжди може сказати, скільки минуло часу (година, день, доба). Нерідко з перебуванням у стані творчого натхнення пов'язане й виникнення інсайтів, осяяння.
Людина, яка перебуває у стані творчого натхнення, має сильний вплив на інших людей, часто може переконати їх, схилити до своєї думки, ідеї, повести за собою. Особистісну властивість, що надає можливість такого ситуативного впливу на інших, пов'язаного з власним натхненням, називають харизмою.
Стан натхнення виникає в людини, жагуче і завзято прагнучої до творчого вирішення поставленої проблеми. 
| «Натхнення — це така гостя, яка не любить відвідувати ледачих» | (П. І. Чайковський)
Стан натхнення характеризується легкістю руху думки й образів, їхньою ясністю і достатком, глибокими переживаннями. На фоні стану натхнення всі пізнавальні процеси протікають особливо
продуктивно.
Люди шукають натхнення із різноманітних джерел. Ним може бути поезія, живопис, музика, щось незвичайне, або ексцентричне, хобі, бізнес-видання, спеціальні тренінги, розмови між людьми тощо.

## Приклади натхнення
Натхнення тісно пов'язане з інсайтом, раптовим розумінням того, у який саме спосіб можна розв'язати задачу або проблему. Стану передує напруження, напружений пошук вирішення завдання, що особа поставила перед собою. Перебування в подібному стані може були як у декілька хвилин, так і в декілька годин.

Опис стану власного натхнення дав відомий теоретик архітектури, гуманіст Альберті Леон-Баттіста (1404 - 1472) в трактаті «Про душевний спокій» : 
| Ліві лапки | Я маю звичай, особливо вночі, коли рухи моєї душі спонукають мене діяти і не спати, досліджувати і креслити в уяві небачені ще вози для вантажів і пересування, будувати і зміцнювати велетенські споруди... Іноді замість цих досліджень я малюю креслення і будую якісь складні споруди, прикрашені ордерами, численними колонами з новими капітелями і вигаданими базами, комбінуючи їх по новому з карнизами та підлогами. | Праві лапки |

Документально не підтверджений зразок натхнення подав драматург Ярослав Івашкевич (1894-1980) в драмі «Літо В Нохані». Композитор Фредерік Шопен спілкується з дочкою Жорж Санд, перебуваючи в тривалому стані натхнення. У відповідь на чергову репліку дівчини, Шопен нетерпляче і дратівливо вигукує : « У мене ніяк не виходить Largo !», хоча йшлося про інше. Тим не менше, документально не підтверджений зразок натхнення описаний Івашкевичем досить достовірно.
Відомий випадок з науковцем хіміком Менделєєвим Дмитром Івановичем. Йому ніяк не давалася побудова майбутньої системи періодичних хімічних елементів. Рішення несподівано прийшло під час сну. Він прокинувся і швидко зафіксував рішення, що наснилося йому. Планарне шестивуглецеве кільце формули бензолу з альтернованими одинарними та подвійними зв'язками було запропоноване Кекуле в 1865 році, а створене під час сну.
Аркуші паперу мав поряд з власним ліжком поет Пушкін на випадки натхнення. Описаний випадок, коли вночі йому не спалося, але прийшло натхнення. Він використав стан інсайту і добудився дружини, аби прочитати їй те, що щойно створив. Відгуком було: «Я хочу спати». Натхнення зійшло на творчу особу в час, коли люди звичайні - спали.
Відкриття такого рішення багатьма авторами розглядається як центральний момент креативного процесу. Інше визначення — інтелектуальне явище, суть якого полягає в раптовому розумінні знаходження виходу з проблеми. Це поняття є невід'ємною частиною гештальттерапії.

## Спроби візуального відтворення натхнення

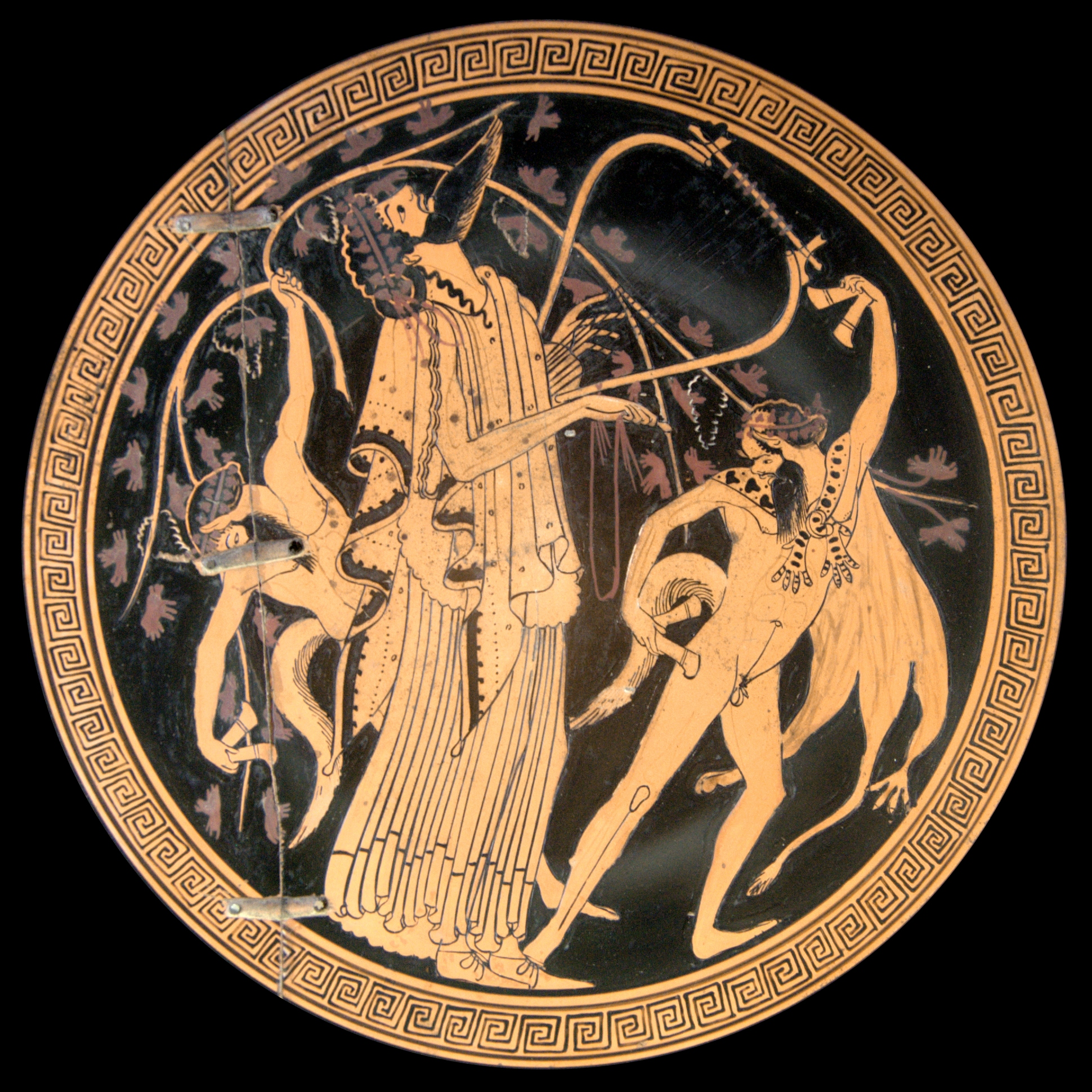
Майстер Брігос. Діоніс в час натхнення і сатири. Червонофігурний вазопис. Кабінет медалей, Париж.

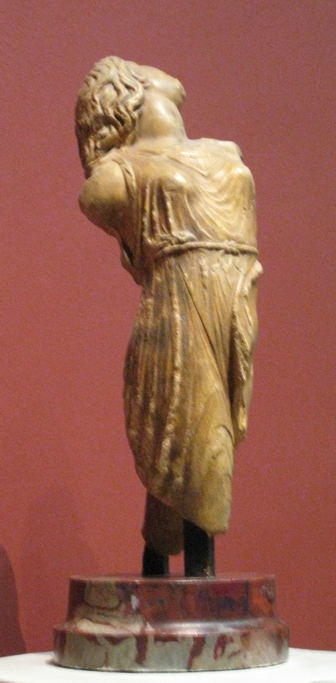
Ск. Скопас, «Менада»

Клопоти, як візуально відтворити натхнення, що зійшло на творчу особу, мали вже митці європейської античності. Майстер червонофігурного вазопису подав постать бога Вакха з запрокинутою головою під час співу, що нагадало глядачам типову поведінку естрадних співаків 20 століття (ваза в збірці Кабінету медалей, Париж, варіант в археологічному музеї міста Феррара, Італія).
Несамовито натхнена «Менада» або «Вакханка» скульптора Скопаса під час танцю ( Дрезден ). І це натхнення збережене навіть в уламку від розбитої колись скульптури.
Більш пощастило бронзовій скульптурі «Танцюючий фавн» невідомого майстра, знайденої неушкодженою в Помпеях. Це натхнення врівноважене, а рухи бронзового фавна вивірені і гармонійні (оригінал - в Національному археологічному музеї, Неаполь, копії - в решті європейських музеїв).
Серед фресок загинувшего від виверження вулкану як і Помпеї міста Геркуланум знайдене зображення «Поетеси» в медальйоні. Вона нервово покусує стило, яким користувались тоді під час письма на вощаних дощечках. Несподівано композиційне рішення невідомого геркуланумського майстра стало формулою, яку наслідували в зображеннях поетів, письменників, державних діячів доби бароко, класицизму, мистецьких течій 19-20 століть.
Національний музей Бардо демонструє непошкоджену давньоримську мозаїку з зображенням Вергілія, що пише «Енеїду» в оточенні музи історії Кліо та музи трагедії Мельпомени, як ознаки його натхнення.

## В період християнства

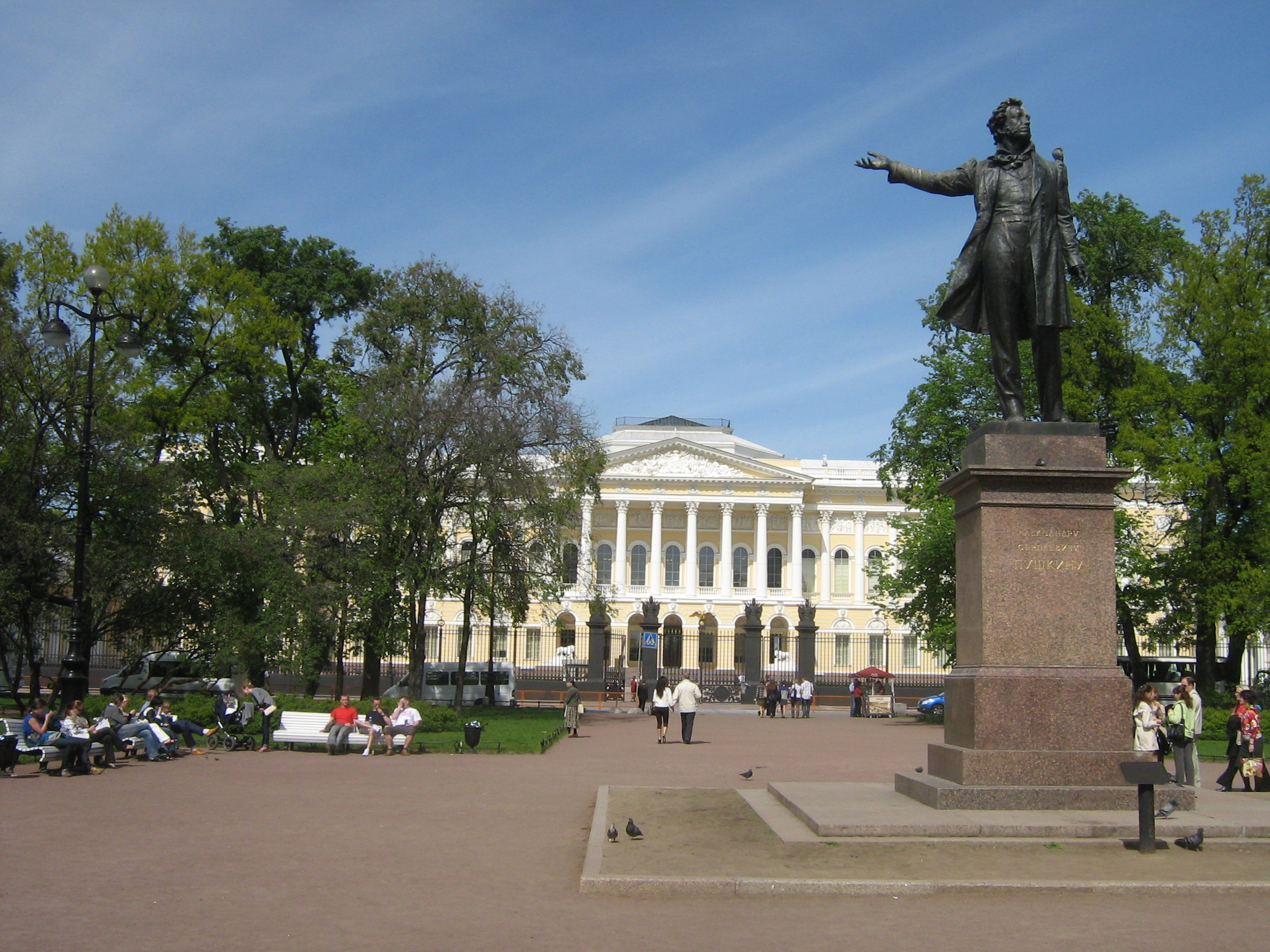
Монумент поету Пушкіну. Площа Мистецтв, Санкт-петербург.

В період християнства в Європі натхнення почали тлумачити як невидимий вогонь з неба, що йшов від самого християнського Бога. Носієм цього вогню часто був янгол або жмут променів з хмари. Янгол як носій натхнення став стереотипним візуальним зображенням натхнення як в живопису, так і в скульптурі. Стереотипне рішення дожило до 21 століття, коли митець не спромігся знайти нове рішення і звернувся до традиційного, відомого вже декілька століть ( Вітебськ, монумент Марку Шагалу в дворику музею художника ).

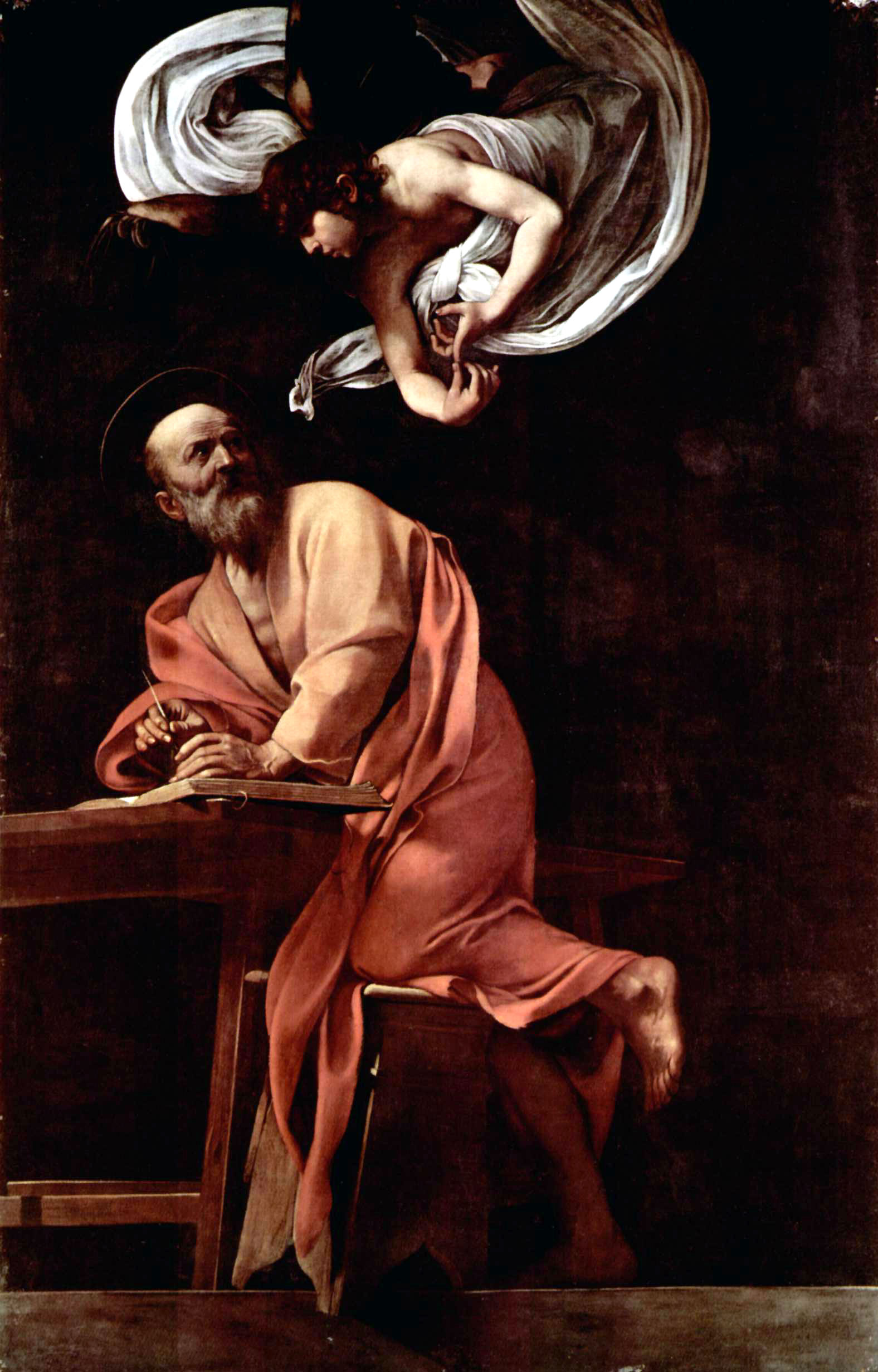
Худ. Караваджо, Янгол надихає євангеліста Матвія. Церква Сан Луїджи деі Франчезі, Рим.
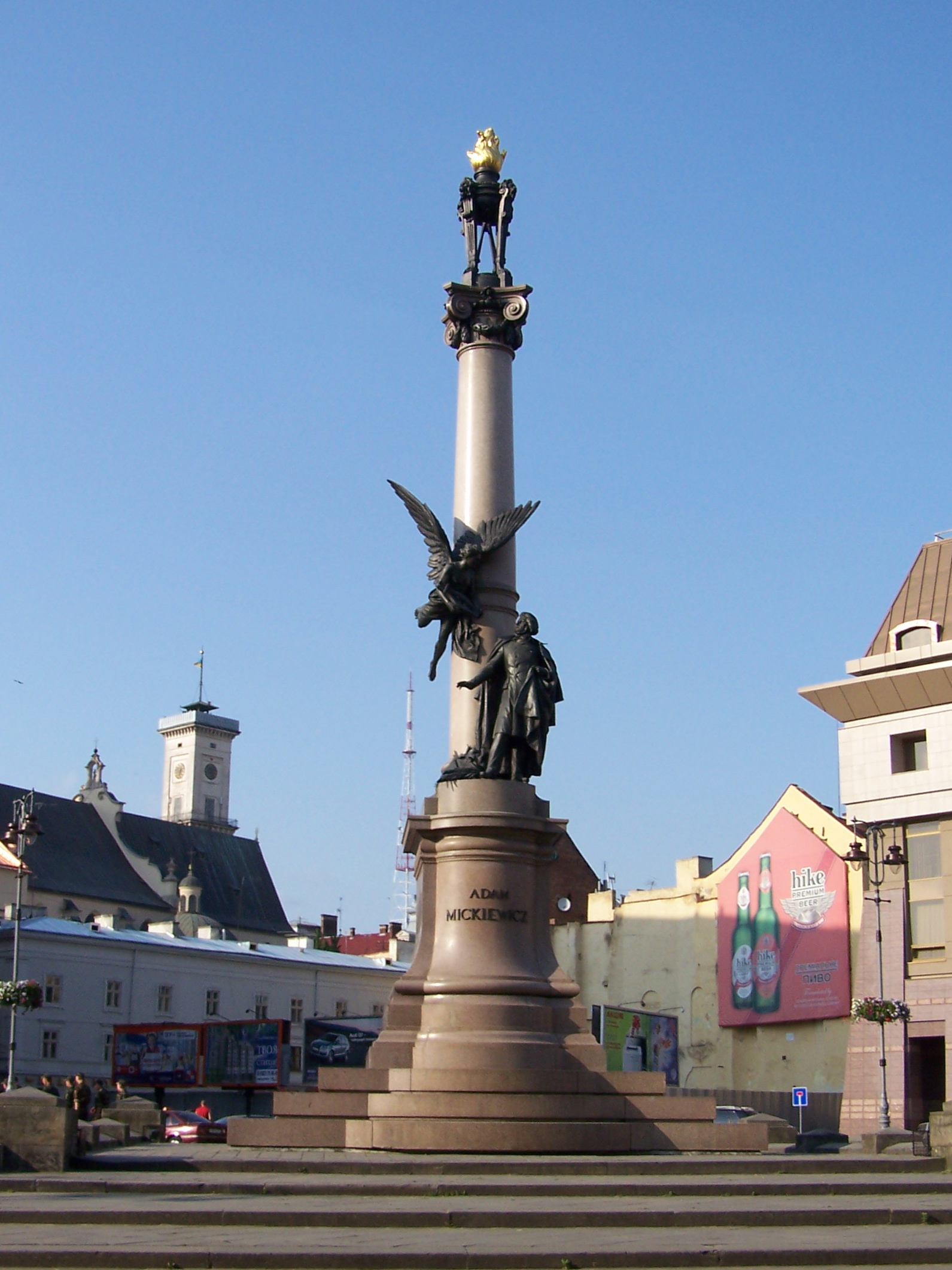
Львів, монумент поету Адаму Міцкевичу
Мінськ, Монумент Архітектору